# Jason Mraz
Jason Thomas Mraz (ur. 23 czerwca 1977 w Mechanicsville) – amerykański piosenkarz i autor tekstów piosenek.
W 2002 zadebiutował albumem pt. Waiting for My Rocket to Come, który promował singlem „The Remedy (I Won’t Worry)”, notowanym na czwartym miejscu listy Billboard Hot 100. Największymi przebojami artysty są utwory: „I’m Yours”, „I Won’t Give Up” oraz „Have It All”. Występował z artystami, takimi jak The Rolling Stones, Bob Dylan, Alanis Morissette, Dave Matthews Band, James Blunt, Gavin DeGraw, Paula Cole, John Popper, Ohio Players, Rachael Yamagata, James Morrison, Jewel, Toca Rivera czy Colbie Caillat.

## Życiorys

### Rodzina i edukacja
Urodził się w Mechanicsville na przedmieściu Richmond w stanie Wirginia. Gdy miał pięć lat, jego rodzice rozstali się.
Ukończył naukę w Lee-Davis High School. Po ukończeniu szkoły średniej był aktywnym cheerleaderem. Uczęszczał na Uniwersytet Longwood, a następnie, po krótkim okresie studiów na Uniwersytecie American Musical and Dramatic Academy w Nowym Jorku, przeprowadził się do San Diego.

### Kariera
Po przeprowadzce realizował pasję muzyczną, śpiewając w kawiarni, w której pracował jako kelner. Ze swoim debiutem nie wiązał większych oczekiwań:

Nawet nie marzyłem, że moje piosenki znajdą się na listach przebojów, albo że będę udzielać wywiadów. Byłem po prostu muzykującym kelnerem. Nic się nie zmieniło.

Profesjonalną karierę muzyczną rozpoczął w 2002, podpisując kontrakt z wytwórnią Elektra Records. Powróciwszy do Wirginii, rozpoczął pracę z producentem Johnem Alagía nad materiałem na debiutancki album. Płyta pt. Waiting for My Rocket to Come ukazała się 15 października 2002, dotarła do drugiego miejsca notowania Billboard Heatseekers, a w lipcu 2004 uzyskała status platynowej płyty. Pierwszy singel z albumu, „The Remedy (I Won’t Worry)”, został napisany przez Mraza we współpracy z grupą produkcyjną The Matrix. W pracy nad albumem pomógł również przyjaciel i były współlokator Mraza, Billy „Bushwalla” Galewood, z którym wspólnie napisał „Curbside Prophet”, trzeci singel z albumu, oraz „I’ll Do Anything”.

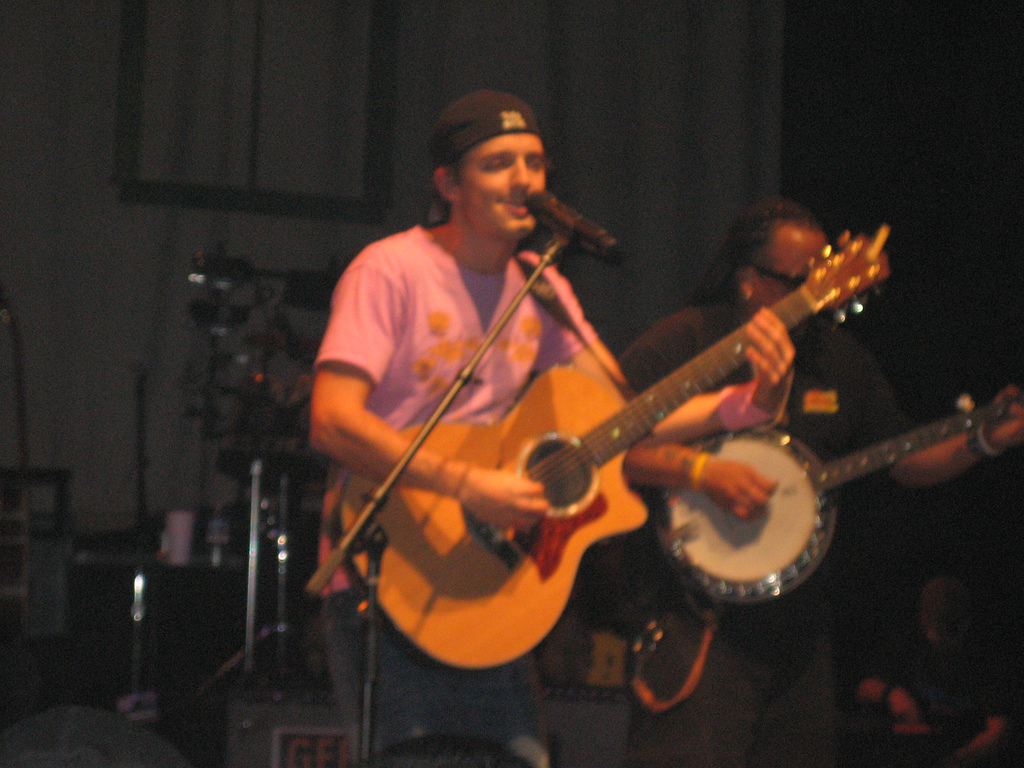
Jason Mraz podczas koncertu w Copley Symphony Hall w San Diego, 26 listopada 2005

W czerwcu i lipcu 2005 wystąpił z Alanis Morissette podczas jej trasy koncertowej Jagged Little Pill Acoustic. 26 lipca wydał pod szyldem wytwórni Atlantic Records drugi album studyjny pt. Mr. A-Z, który uplasował się na piątym miejscu listy Billboard 200 oraz przyniósł mu nominację do nagrody Grammy za „najlepszy album roku”. 12 września rozpoczął długą trasę koncertową, podczas której wystąpił z wieloma artystami, takimi jak Bushwalla czy Tristan Prettyman, z którą skomponował duet „Shy That Way” oraz „All I Want for Christmas Is Us”. W listopadzie wystąpił u boku The Rolling Stones, dając pięć koncertów podczas ich światowej trasy koncertowej. W tym samym roku był jednym z piosenkarzy uczestniczących w jesiennej kampanii reklamowej firmy odzieżowej GAP pod nazwą Favorites. W grudniu wypuścił pierwszą część swojego podkastu.
W maju 2006 podczas swojej trasy koncertowej koncertował przeważnie na festiwalach muzycznych i małych miejscowościach w Stanach. Występował też w Wielkiej Brytanii i Irlandii. 6 maja zagrał koncert akustyczny z P.O.D., Better Than Ezra, Live i The Presidents of the United States of America. Wystąpił również jako główna postać na corocznym festiwalu Fair St. Louis organizowanym w Saint Louis, a 1 lipca 2006 zagrał tam darmowy koncert u stóp Gateway Arch. W grudniu udostępnił cyfrowo swój nowy album, zatytułowany Selections for Friends, zawierający jego ulubione piosenki zarejestrowane na koncertach w Schubas Tavern oraz Villa Montalvo podczas Songs for Friends Tour. W 2007 wydał singiel „The Beauty in Ugly”, który nagrał na potrzeby serialu Brzydula Betty. Piosenka znalazła się na promocyjnej płycie Be Ugly in ’07 przygotowanej przez sieć medialną ABC. Nagrał również hiszpańską wersję utworu – „La nueva belleza”.

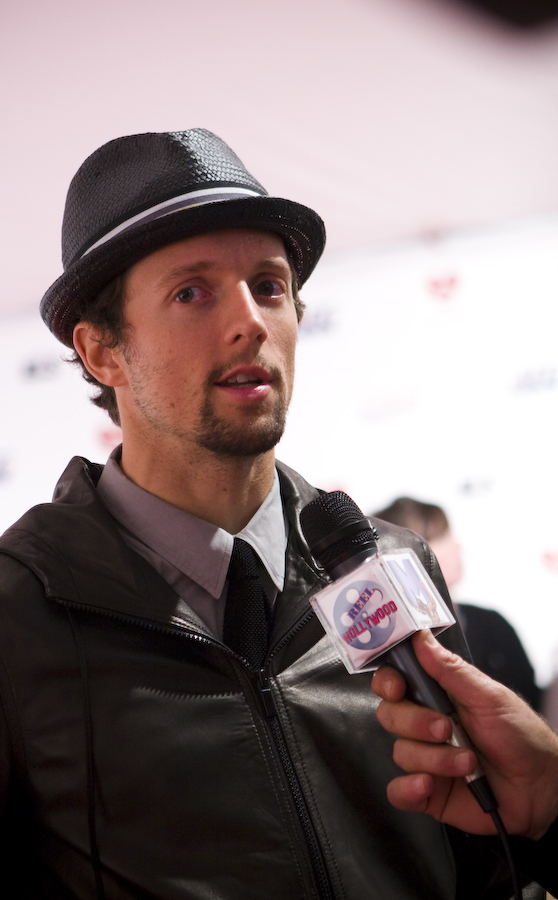
Jason Mraz w trakcie udzielania wywiadu, 2009

13 maja 2008 wydał album studyjny pt. We Sing. We Dance. We Steal Things, który promował singlem „Lucky”, nagranym w duecie z Colbie Caillat. Inny singiel z albumu, „I’m Yours”, przez trzy tygodnie zajmował pierwsze miejsce na radiowych listach przebojów AAA, a w lipcu znalazł się także na 27. miejscu listy Billboard Hot 100.
Pod koniec stycznia 2010 zdobył dwie statuetki Grammy za wygraną w kategoriach: „najlepsze męskie wykonanie pop” (z piosenką „Make It Mine”) i „najlepsze wykonanie pop” (z piosenką „Lucky” w duecie z Colbie Caillat). Również w 2010 wziął udział w nagraniu nowej wersji singla „We Are the World”, zyski ze sprzedaży którego wsparły poszkodowanych w wyniku trzęsienia ziemi na Haiti. Jesienią wydał album ze zdjęciami pt. Tysiąc rzeczy, zawierający jego zdjęcia wykonane polaroidami.
Wiosną 2012 wydał kolejny album studyjny pt. Love Is a Four Letter Word, który dotarł do drugiego miejsca listy Billboard 200. Promował go singlem „I Won’t Give Up”, z którym dotarł do ósmego miejsca listy Billboard Hot 100 i pierwszego miejsca na liście utworów Digital.
15 lipca 2014 wydał piąty album studyjny pt. Yes!, który nagrał z Raining Jane. W 2018 wydał szósty album pt. Know, promowany singlem „Have It All”, do którego nagrał teledysk z udziałem studentów sztuk scenicznych z Richmond.
W 2020 wydał siódmy album pt. Look for the Good. Jesienią 2023 wystąpi w 32. edycji programu Dancing with the Stars.

### Działalność społeczna
Udziela się charytatywnie. W listopadzie 2009 uczestniczył w kampanii Vow of Silence, która zakłada 24-godzinne milczenie w celu zwrócenia uwagi na ograniczanie praw dzieci. Uczestniczył również w kilku protestach dotyczących legalizacji marihuany.

## Życie prywatne
W 2001 był mężem Sheridan Edley. Od 2015 jego żoną jest Christina Carano. W 2018 ujawnił się jako biseksualista.

## Twórczość
W swojej twórczości opiera się na różnych stylach muzycznych, takich jak pop, rock, folk, jazz, country czy hip-hop.

## Dyskografia

### Albumy studyjne
- Waiting for My Rocket to Come (2002)
- Mr. A-Z (2005)
- We Sing. We Dance. We Steal Things (2008)
- Love Is a Four Letter Word (2012)
- Yes! (2014)
- Know (2018)
- Look for the Good (2020)

### Single
- The Remedy (I Won’t Worry) – 2003
- Curbside Prophet – 2004
- You and I Both – 2004
- Wordplay – 2005
- Geek in the Pink – 2005
- I’m Yours – 2008
- Make It Mine – 2008
- Lucky – 2009
- The World as I See It – 2011
- I Won’t Give Up – 2012
- Love Someone – 2014
- Have it all – 2018
- Unlonely – 2018
- Might as Well Dance – 2018
- More than Friends – 2018
- Look for the Good – 2020

### EP i inne
- A Jason Mraz Demonstration (1999)
- Live at Java Joe’s (2001)
- From the Cutting Room Floor (2001)
- Sold Out (In Stereo) (2002)
- The E Minor EP in F (2002)
- Tonight, Not Again: Jason Mraz Live at the Eagles Ballroom (2004) #49 U.S.
- |Wordplay – EP (2005)
- Extra Credit – EP (2005) – Digital EP
- Jimmy Kimmel Live!: Jason Mraz – EP (2005) – iTunes
- Geekin’ Out Across the Galaxy (2006) – Digital Live EP
- Selections for Friends (2007) – Digital Live LP #22 Top Digital Albums
- iTunes Live: London Sessions – EP (2008) – U.K. iTunes[4]
- We Sing. – EP (2008)[5] #101 U.S.
- We Dance. – EP (2008)[5] #52 U.S.
- We Steal Things. – EP (2008)[5]
- Jason Mraz’s Beautiful Mess: Live on Earth (2009) #35 U.S.
- Live Is A Four Letter Word – EP (2012)[6]

### Współprace/indywidualne utwory/soundtracki
- „I Melt with You” z albumu 50 First Dates Soundtrack (2004)
- „Summer Breeze” z albumu Everwood: Original TV Soundtrack (2004)
- „Dramatica Mujer” nagrane z Alexem Cuba (2005)
- „Shy That Way” nagrane z Tristan Prettyman (album Twentythree) (2005)
- „Good Old-Fashioned Lover Boy” z albumu Killer Queen: A Tribute to Queen (2005)
- „Keep on Hoping” nagrane z Raulem Midon (album State of Mind) (2005)
- „A Hard Rain’s a-Gonna Fall” z albumu Listen to Bob Dylan: A Tribute (2005)
- „Winter Wonderland” z albumu Sounds of the Seasons: the NBC Holiday Collection (2005)
- „Unravel”, „The Boy’s Gone” i „Plain Jane” z albumu Hear Music XM Radio Sessions Volume 1 (2005)
- „The Joker/Everything I Own” duet z albumu Happy Feet soundtrack nagrany z Chrissie Hynde (2006)
- „Slummin’ In Paradise”, wokal pomocniczy dla Mandy Moore (album Wild Hope) (2007)
- „Something to Believe In” nagrane z Vanem Hunt i Jonem McLaughlin (album Randy Jackson’s Music Club, Vol. 1) (2008)
- „Beauty in Ugly” nagrane na potrzeby serialu Ugly Betty (Brzydula Betty)
- „Details In The Fabric” nagrane z Jamesem Morrisonem
- „Lucky” nagrane z Ximeną Sariñaną
- „Love, Love, Love” duet z piosenkarką o pseudonimie Hope